# Нераций Цереал
Нераций Цереал (на латински: Naeratius Cerealis) e политик на Римската империя през 4 век и роднина с Константиновата династия.

## Биография
Нераций е син на Максим (praefectus urbi). Брат е на Вулкаций Руфин (консул 347 г.) и на Гала, съпругата на Юлий Констанций и чичо на Констанций Гал.
Нераций е префект annonae през 328 г. През лятото на 351 г. той е в трибунала на синода в Сирмиум. През 352 – 353 г. e praefectus urbi.
На дясно от Арката на Септимий Север в Римски форум той поставя сокъл за статуя в чест на Констанций II с епиграф: restitutor urbis et orbis, extinctor pestiferae tyrannidis.
През 358 г. той е консул заедно с Цензорий Дациан.